# Värsångssjön
Värsångssjön är en sjö i Åre kommun i Jämtland och ingår i Indalsälvens huvudavrinningsområde. Sjön har en area på 0,193 kvadratkilometer och ligger 510,3 meter över havet.

## Delavrinningsområde
Värsångssjön ingår i det delavrinningsområde (700412-140491) som SMHI kallar för Utloppet av Värsångssjön. Medelhöjden är 512 meter över havet och ytan är 1,36 kvadratkilometer. Det finns inga avrinningsområden uppströms utan avrinningsområdet är högsta punkten. Vattendraget som avvattnar avrinningsområdet har biflödesordning 3, vilket innebär att vattnet flödar genom totalt 3 vattendrag innan det når havet efter 310 kilometer. Avrinningsområdet består mestadels av sankmarker (79 procent). Avrinningsområdet har 0,19 kvadratkilometer vattenytor vilket ger det en sjöprocent på 14,2 procent.